# Hugo Horiot

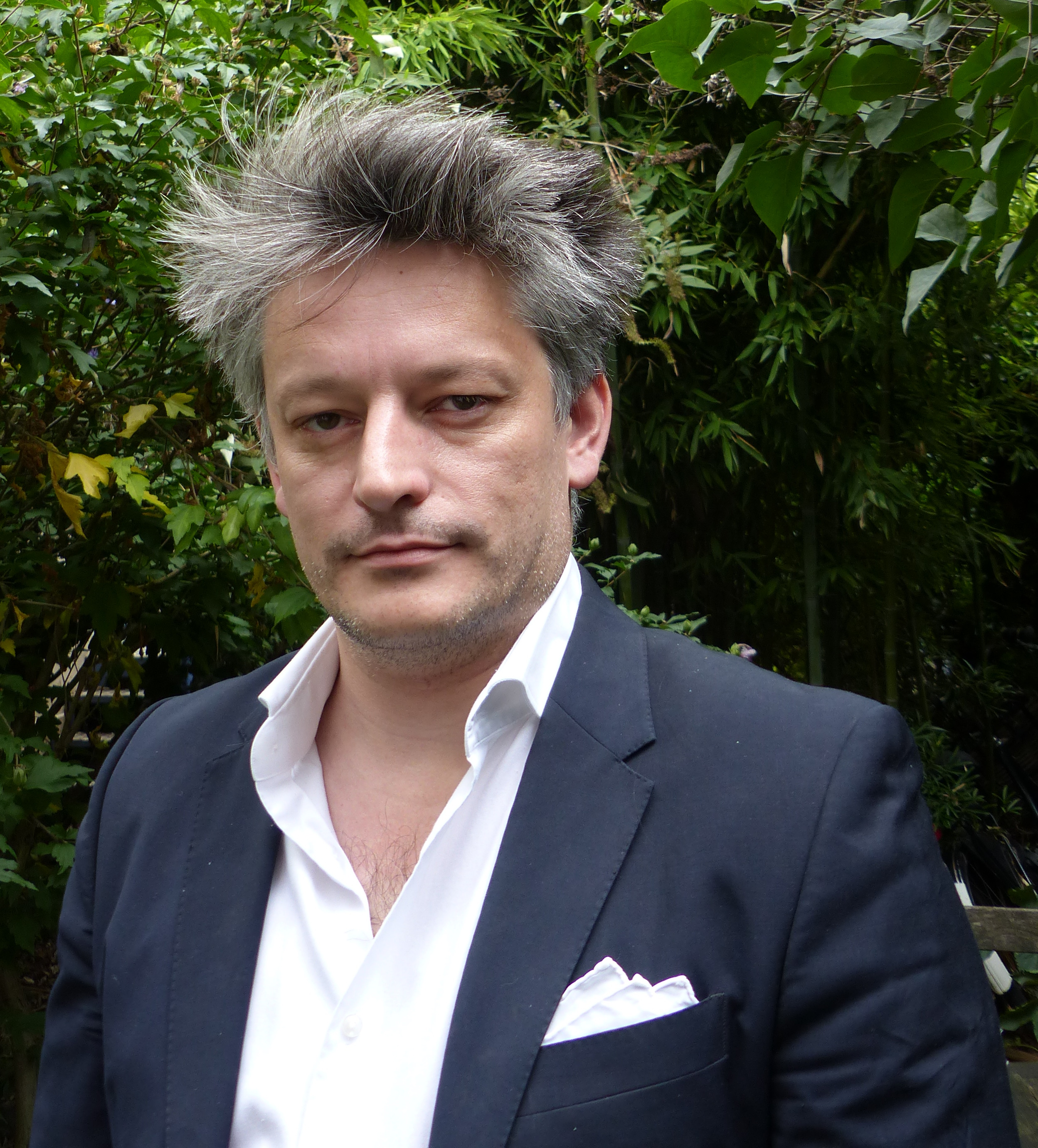
Hugo Horiot, 2018

Julien Hugo Sylvestre Horiot (* 3. August 1982 in Dijon) ist ein französischer Autor und Regisseur. Neben seiner Arbeit im Theater und als Regisseur engagiert er sich als Aktivist für Autisten. Zurzeit lebt er in Paris.

## Biografie
Bei Hugo Horiot wurde früh ein Asperger-Autismus diagnostiziert. Nachdem er sich in seiner Kindheit abgrenzte, entschied er, die selbst gewählte Isolation seiner ersten Lebensjahre hinter sich zu lassen. Seine Mutter, die Schriftstellerin Françoise Lefèvre, verfasste im Jahr 1990 das Buch Le Petit Prince cannibale, welches ihre Sicht über das Leben mit ihrem zu der Zeit achtjährigen Sohn enthält. Mit 13 drehte er seinen ersten Film Hugo parle de Sylvestre gemeinsam mit Sacha Wolff, einem Freund.
2005 schloss er sich dem Théâtre du jour d’Agen an und begann seine schauspielerische Karriere. Seitdem ist Hugo Horiot als Schauspieler und Regisseur im Theater tätig, unter anderem beteiligte er sich an der Bühneninszenierung seiner im Jahr 2013 erschienenen Autobiografie. Laut eigenen Angaben sieht er sich nicht „vom Autismus geheilt“, vielmehr habe er „gelernt mit ihm zu leben“. Als Aktivist engagiert er sich für mehr Verständnis und Akzeptanz von Autismus in der Gesellschaft und Hilfe für dessen Betroffene. Hugo Horiot trat in Fernsehsendungen und Dokumentationen zum Thema Autismus auf, unter anderen in Mon univers à part der französischen Regisseurin Sophie Robert aus dem Jahr 2014. Mittlerweile ist er selbst Vater.

## Werk
2013 erschien sein Buch L’Empereur c’est moi im Verlag L’Iconoclaste, das inzwischen in drei Sprachen übersetzt ist. Darin beschreibt er autobiografisch  seine Kindheit und die Schwierigkeiten, denen er ausgesetzt war. Horiot bezeichnet den Inhalt seines Buches zusammenfassend als „Geschichte einer Selbstbefreiung“ und betont immer wieder, dass er damit nicht den Autismus generell thematisiert, sondern seine ganz persönliche Geschichte. Im selben Jahr erhielt er für dieses Werk den französischen Literaturpreis Prix Paroles de patients. 2015 veröffentlichten die Hanser Literaturverlage die von Bettina Bach übersetzte deutsche Ausgabe Der König bin ich.

## Nominierungen
- Euregio-Schüler-Literaturpreis 2019, dreisprachig